# Lizzia gracilis
Lizzia gracilis är en nässeldjursart som först beskrevs av Mayer 1900.  Lizzia gracilis ingår i släktet Lizzia och familjen Bougainvilliidae. Inga underarter finns listade i Catalogue of Life.